# SPACE COWBOY SHOW
『SPACE COWBOY SHOW』（スペース・カウボーイ・ショウ）は、布袋寅泰の3作目のライブ・アルバム。1997年3月18日に東芝EMI/EASTWORLDよりリリースされた。

## 解説
本ツアーはアルバム『King & Queen』収録の「SPACE COWBOY」から着想を得て行われており、本編で布袋は"布袋寅泰"ではなく"スペース・カウボーイ"に扮してステージを披露している。バンドメンバーもそれぞれのキャラクターに扮している。
「宇宙を旅する"スペース・カウボーイ"が、最後には"伝説のキャプテン・ロック"へと昇華する」というストーリーがベースとなっており、演奏された楽曲もそれに基づいてチョイスされたものである。
1996年11月7日〜12月17日にかけて行われた『SPACE COWBOY TOUR』から、ライブの本編のみを収録した作品。CD-EXTRA仕様となっている。三方背BOXパッケージでの発売。
同月4月25日には本作の続編『SPACE COWBOY SHOW ENCORE』がリリースされている。
この作品とライブ・アルバム『SPACE COWBOY SHOW ENCORE』・ライブビデオ/LD『SPACE COWBOY SHOW』の3点の購入者応募特典として、非売品ライブビデオ『SPACE COWBOY SHOW ENCORE』のプレゼントがあった。

## 収録曲
| 全作曲: 布袋寅泰。 |                                           |           |            |                      |      |
| #                  | タイトル                                  | 作詞      | 作曲・編曲 | 編曲                 | 時間 |
| 1.                 | 「DIRTY STAR」                            | 森雪之丞  | 布袋寅泰   | 布袋寅泰             | 6:41 |
| 2.                 | 「MERRY-GO-ROUND (SPACE JUNGLE VERSION)」 | 森雪之丞  | 布袋寅泰   | 布袋寅泰             | 4:44 |
| 3.                 | 「GUILTY」                                | 森雪之丞  | 布袋寅泰   | 布袋寅泰             | 5:59 |
| 4.                 | 「GHETTO BLASTER」                        | 布袋寅泰  | 布袋寅泰   | 布袋寅泰             | 5:23 |
| 5.                 | 「霧の中のアクエリアス」                  |           | 布袋寅泰   | 布袋寅泰             | 3:13 |
| 6.                 | 「薔薇と雨」                              | 布袋寅泰  | 布袋寅泰   | 布袋寅泰・SIMON HALE | 3:32 |
| 7.                 | 「ANGEL WALTZ」                           | 森雪之丞  | 布袋寅泰   | 布袋寅泰・門倉聡     | 3:47 |
| 8.                 | 「ラストシーン」                          | 布袋寅泰  | 布袋寅泰   | 布袋寅泰             | 5:59 |
| 9.                 | 「CIRCUS」                                | 森雪之丞  | 布袋寅泰   | 布袋寅泰             | 6:46 |
| 10.                | 「POISON」                                | 森雪之丞  | 布袋寅泰   | 布袋寅泰             | 4:47 |
| 11.                | 「スリル」                                | 森雪之丞  | 布袋寅泰   | 布袋寅泰             | 5:08 |
| 12.                | 「CAPTAIN ROCK」                          | 森雪之丞  | 布袋寅泰   | 布袋寅泰             | 5:34 |
| 13.                | 「SPACE COWBOY (DANCE FLOOR VERSION)」    |           | 布袋寅泰   | 布袋寅泰             | 2:41 |
| 合計時間:          | 合計時間:                                 | 合計時間: | 合計時間:  | 64:14                |      |

## 参加ミュージシャン
- SPACE COWBOY（布袋寅泰） - ギター、ボーカル
- SPACE SPY（辻剛） - ギター、コーラス
- SPACE GERONIMO（HIROSHI） - ベース、コーラス
- SPACE COP（中幸一郎） - ドラムス
- SPACE GINGHIS KHAN（富樫春生） - キーボード